# Trest smrti na Maltě
Trest smrti za vraždu byl na Maltě zrušen v roce 1971. Nadále byla součástí vojenského řádu země, dokud nebyla 21. března 2000 zcela zrušena. Malta je signatářem druhého opčního protokolu k Mezinárodnímu paktu o občanských a politických právech, který ji zavazuje ke zrušení trestu smrti na svém území. Malta rovněž ratifikovala protokol č. 13 k Evropské úmluvě o lidských právech, který zakazuje trest smrti za všech okolností.
V letech 1876 až 1943 bylo vykonáno 18 poprav. Posledními popravenými byli bratři Karmnu a Guzeppi Zammitovi, kteří byli 5. července 1943 oběšeni za vraždu Spiru Grecha. Poslední poprava za zločin jiný než vražda se konala během druhé světové války, kdy byl Carmelo Borg Pisani 28. listopadu 1942 oběšen za velezradu. Pisani byl maltský občan, který vstoupil do Italské národní fašistické strany a v roce 1940 přijal italské občanství. Vrátil se na Maltu na špionážní misi v očekávání invaze Osy na ostrov.
Poslední osobou odsouzenou k trestu smrti byl 1. října 1963 Anthony Patignott za zabití Manwela Baldacchina. Generální guvernér Malty, Maurice Henry Dorman, změnil Patignottův trest na doživotí.
Veřejné mínění na Maltě je ostře proti trestu smrti. Studie evropských hodnot (EVS) z roku 2008 zjistila, že 70,3 % respondentů na Maltě uvedlo, že trest smrti nelze nikdy ospravedlnit, zatímco pouze 4,5 % uvedlo, že jej lze ospravedlnit vždy.